# 國際秘密活動
國際秘密活動（英語：Clandestine operation）是進行情報或軍事行動時，採用不容易被一般民眾或特定敵軍察覺的方法。
直到1970年代，秘密行動主要具有政治性質，通常旨在支持資助者所支持的團體或國家。例如，二戰後美國情報機構對德國和日本戰犯的調查就是一個例子。而今，這些行動的種類繁多，其中包括與科技相關的秘密行動。
大部分秘密行動都與情報收集有關，通常由秘密人員（進行人類情報搜集）和隱蔽的感測器進行。這些感測器可能被放置在水下或陸地通信電纜的分接頭、攝影機、麥克風、交通感測器、嗅探器等監視器和相似系統上，要求執行任務時不被發現且不引起懷疑。秘密感測器也可能被安裝在無人水下航行器、偵察間諜衛星（例如Misty）、低可觀測性的無人機（UAV）或無人探測器上，或者由秘密行動人員進行安裝。
"秘密"和"隱密"這兩個詞並非完全同義。依據自二戰以來美國和北約一直使用的定義，"秘密行動"中通常隱藏贊助者的身份，而在"隱密行動"中，則是將行動本身隱匿。換言之，"秘密"強調的是完全不被注意的目的，而"隱密"則著重在可否認的層面，即便操作被察覺，也不會歸因於特定組織。
"隱匿"一詞指的是一系列戰術，其目的在於提供和保持突然性，同時減少敵方的抵抗。此術語亦可用來描述一組技術（例如隱形技術），以協助實現這些戰術。雖然秘密和隱密行動通常需要保持機密和隱秘，但這兩個術語並非正式用於描述任務類型。有些行動可能同時涉及秘密和隱匿的元素，例如使用隱匿的遠端感測器或人類觀察員來指揮砲擊和空襲。攻擊明顯是公開的（受到攻擊會提醒目標已被敵人定位），但定位組件（用於確定目標位置的方法）可以保持秘密狀態。
在第二次世界大戰中，僅當進行特定區域的空中偵察時，才會攻擊透過無線電通訊密碼分析發現的目標，或者在擊落山本五十六海軍上將的情況下，可能將目擊事件歸因於海岸觀察者。越戰期間，胡志明小道上遭到襲擊的卡車完全沒有意識到某些感測器的存在，例如機載的黑鴉裝置可能會感應到它們的點火。它們也可能被人類秘密巡邏隊發現。騷擾和攔截（H&I）或自由射擊區域的規定也可能導致目標因純粹的隨機原因而被擊中。

## 外部連結
- 维基共享资源上的相關多媒體資源：國際秘密活動
- International Society for Intelligence Research (homepage （页面存档备份，存于）)
- IC21: The Intelligence Community in the 21st Century Staff Study Permanent Select Committee on Intelligence House of Representatives One Hundred Fourth Congress IX. Clandestine Service Executive Summary （页面存档备份，存于）